# Gastrotheca ernestoi
Gastrotheca ernestoi är en groddjursart som beskrevs av Miranda-Ribeiro 1920. Gastrotheca ernestoi ingår i släktet Gastrotheca och familjen Hemiphractidae. IUCN kategoriserar arten globalt som otillräckligt studerad. Inga underarter finns listade i Catalogue of Life.